# Sprungschanzen Arosa
Die Sprungschanzen Arosa waren zwischen 1904 und 1967 eine Anzahl unterschiedlicher Skisprungschanzen im Schweizer Sport- und Ferienort Arosa.

## Historisches zum Skisprungsport in Arosa
Das erste offizielle Skispringen in Arosa fand am 14. Februar 1904, knapp einen Monat nach der Gründung des örtlichen Skiclubs statt, der den Anlass auf einer provisorischen Schanze am Obersee organisierte. Von je drei Sprüngen der insgesamt 12 Teilnehmer wurde der jeweils Beste gewertet. Das Reglement sah vor, dass nur Sprünge von mindestens zehn Metern Länge, nach denen noch 20 Meter weitergefahren werden sollte, Berücksichtigung fänden. Ungeachtet dessen erreichte der Tagesbeste, ein Springer aus Davos, der ausser Konkurrenz teilnahm, lediglich eine Weite von 8,75 Metern. Der Zweitrangierte sprang auf fünf Meter, der Drittplatzierte 4,7 Meter weit. In den folgenden Jahren verzichtete man aufgrund des grossen Aufwandes bei der Herrichtung der Schanze vorerst auf weitere offizielle Sprungbewerbe. 

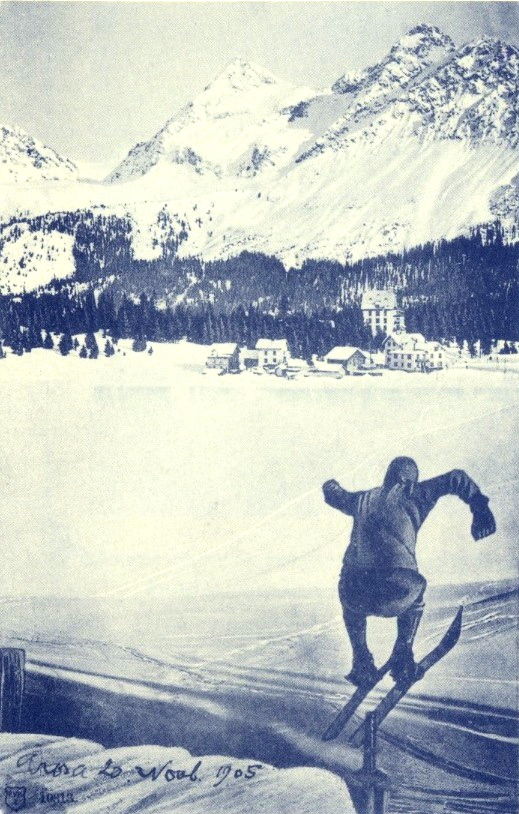
Erster Aroser Sprunglauf im Februar 1904 in der Nähe der späteren Tomelischanze

Im Herbst 1909 sprach man in den Reihen des Skiclubs Arosa wieder über den Bau einer Sprungschanze. Man hatte eigens einen Standort bei den oberen Scheitenböden am Tschuggen-Osthang ausgewählt, erhielt jedoch keine Erlaubnis zur Entfernung der dortigen Fichten. Stattdessen errichtete man in den ersten Neujahrstagen 1910 auf dem Tschuggen selbst eine Schanze, auf der ebenfalls eine Sprungkonkurrenz abgehalten wurde. Diese Anlage hatte sich zwar bewährt, man erachtete sie jedoch als zu weit vom Dorf entfernt gelegen. So erstellte man bereits einen Monat später im Rahmen eines Skikurses unter der Leitung des Norwegischen Meisters Trygve Smith am Obersee eine weitere Sprungschanze. Auf dieser wurde am 20. Februar 1910 ein Wettbewerb durchgeführt, bei dem Smith vor Hunderten von Zuschauern sein Können demonstrierte und Sprungweiten von gegen 40 Metern erreichte.

## Tomelischanze
Im Herbst 1911 errichtete man in der Gegend des heutigen Bahnhof Arosa und der Weisshornbahn mit der sogenannten Tomelischanze die erste permanente Sprungvorrichtung. Der Auslauf führte direkt auf den Obersee. Das erste Springen fand dort am 30. Dezember 1911 statt. Die Tomelischanze wurde allerdings nur während zweier Jahre benutzt. Man rechnete schon bei ihrem Bau damit, dass sie eine provisorische Lösung sein würde, da die Absicht bestand, in absehbarer Zeit die Schweizerischen Skirennen (Schweizer Skimeisterschaften) in Arosa durchzuführen. Dieses Vorhaben sowie das immer grössere Interesse an der Sportart Skispringen bewogen den Skiclub zum Bau einer eigentlichen Grossschanze. Aufgrund der umfangreichen späteren Bautätigkeit in diesem Gebiet sind heute keine Spuren der Tomelischanze mehr vorhanden. Für den Nachwuchs erstellte man von nun an jeweils eigene kleine Schanzen, zeitweise etwa in der Seegrube oberhalb des Untersees. 

## Bärenbadschanze

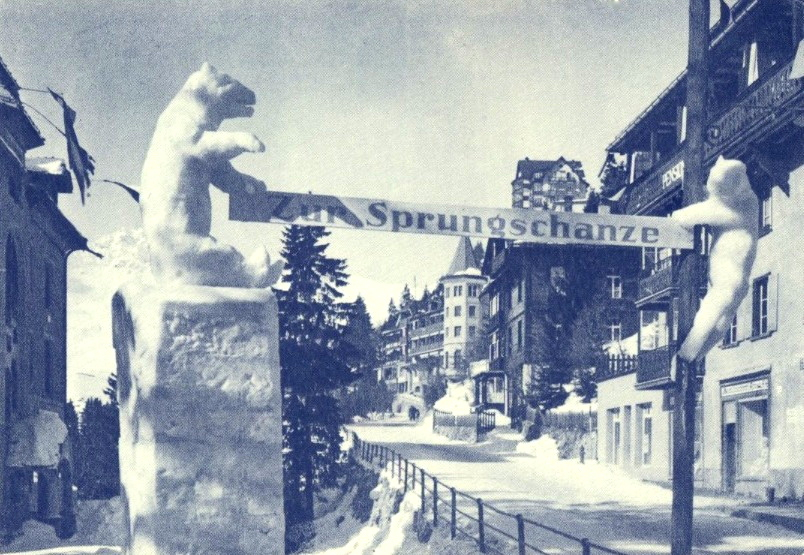
Hinweisbanner zur Bärenbadschanze an der Poststrasse

1913 prüfte der Skiclub zwei Standorte für die neuzubauende Naturschanze. Dabei gab man dem am Fuss des Schafrügg gelegenen Bärenbad gegenüber den Scheitenböden den Vorzug, da die Anlage dort günstiger zu erstellen und das Geländeprofil vorteilhafter war. Weiter konnte man sich mit der Gemeinde Arosa als Grundeigentümerin rasch einigen, und man stellte fest, dass im Bärenbad "stets gute Skiföre" (gute Schneebedingungen) vorherrschte. Die Schanze wurde im darauffolgenden Winter mit einem Wettkampf eröffnet, an dem der Norweger Harald Smith sowie weitere namhafte Sportler teilnahmen. Die Anlage erfuhr im Nachgang an diesen Bewerb noch einige kleine Änderungen, die im darauffolgenden Jahr definitiv baulich umgesetzt wurden.
1916 entschied der Schweizerische Skiverband, die 13. Schweizerischen Skirennen Anfang Februar 1918 in Arosa durchzuführen. Infolgedessen wurden der Schanzentisch und der Auslauf der Bärenbadschanze umgebaut. Der Kurverein Arosa erstellte eine Pferdeschlitten-taugliche Zufahrtsstrasse vom Büdemji über die Plessur in den Zielbereich, wo man eine Tribüne aufbaute. Zu den Bauarbeiten wurde rund ein Dutzend internierte deutsche Soldaten herangezogen, die gegen Ende des Ersten Weltkrieges im Grand Hotel (Savoy, heute Robinson Club) untergebracht waren. Anlässlich des Aroser Skifests im Februar 1917 sprang Harald Smith mit 45 Metern einen neuen Schanzenrekord. Bei den Schweizerischen Skirennen im folgenden Jahr erzielte der Sieger Leutnant Parodi auf der Bärenbadschanze Weiten von 34, 41 und 42 Metern und die Gesamtnote 1,476. Im Januar 1923 wurde im Rahmen des 2. Bündnerischen Verbandsskirennens vor 2000 Zuschauern eine hochkarätige internationale Sprungkonkurrenz mit den besten Springern aus der Schweiz (unter anderen Hans Eidenbenz und David Zogg), Deutschland, Österreich, Frankreich, der Tschechoslowakei und einigen Norwegern durchgeführt. Letztere dominierten ein Jahr später das traditionelle Aroser Januarspringen. Von den schaulustigen Passanten an der Poststrasse nach Innerarosa, von wo aus man den Schanzenbetrieb aus der Ferne gut einsehen konnte, verlangten die Organisatoren in jener Zeit eine Gebühr von 1.20 Franken, was öffentlichen Unmut auslöste. 

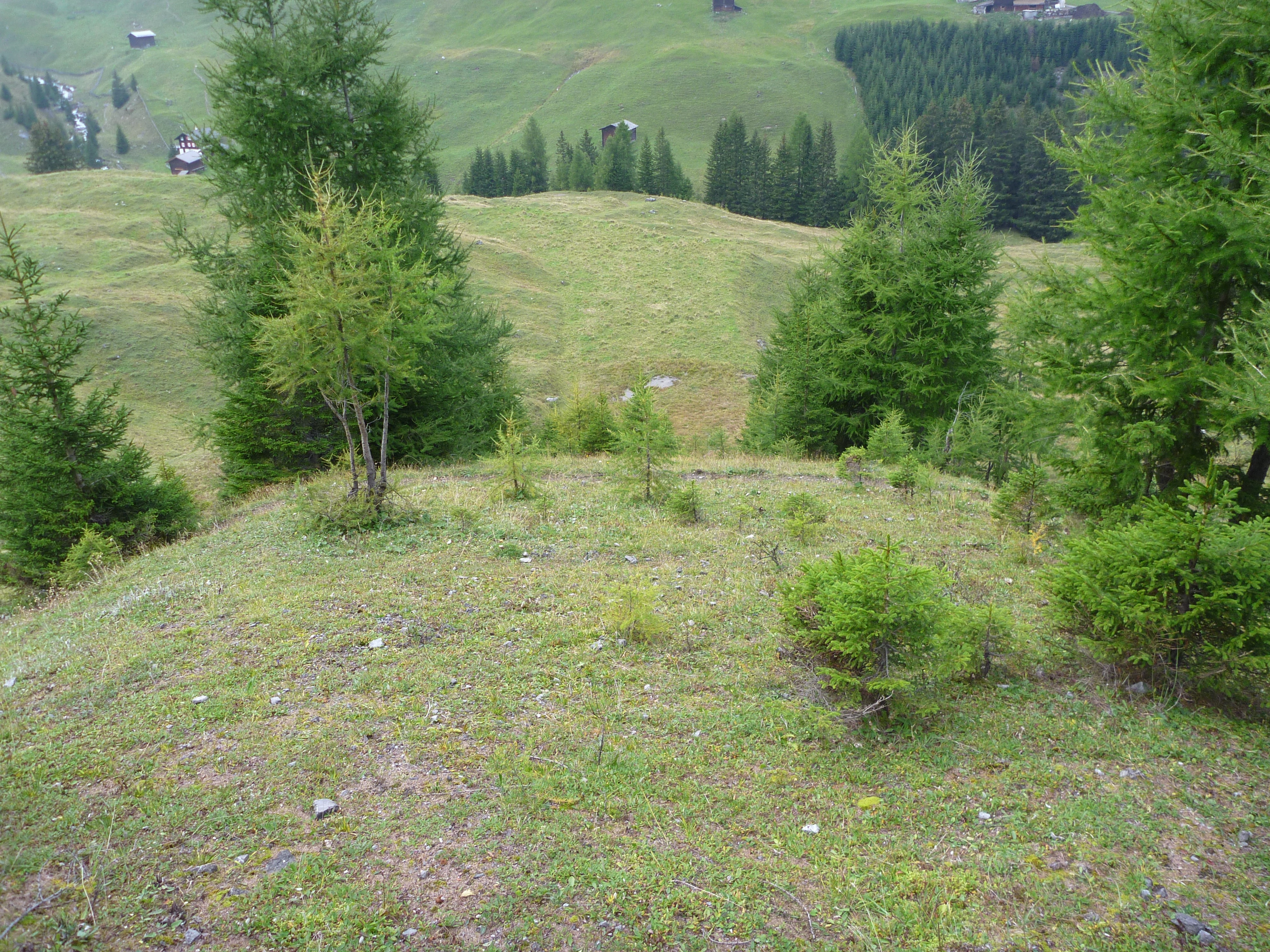
Bärenbadschanze heute, Blick vom Schanzentisch auf die Auslaufebene

Nachdem 1927 wiederum das Bündner Verbandsspringen auf der Bärenbadschanze durchgeführt wurde, musste die Anlage im Sommer 1928 im Hinblick auf das 23. Schweizerische Skirennen 1929 erneut erheblich umgebaut werden. Es sollten grössere Sprungweiten erzielt werden können. Sieger im Springen wurde bei diesem Anlass vor 4000 Zuschauern der Grindelwaldner Fritz Kaufmann. Gérard Wuilleumier aus La Chaux-de-Fonds erzielte mit 56 Metern einen nicht mehr erreichten Schanzenrekord. Der Umbau überzeugte allerdings nicht in allen Belangen, sodass man über weitere Baumassnahmen nachdachte. Als im Frühjahr 1931 eine Schneelawine vom Schafrügg das Anlaufgerüst eindrückte und im darauffolgenden Juni ein Sturm den Kampfrichterturm zerstörte, entschloss sich der Skiclub aus Kosten- und Sicherheitsgründen, ein paar hundert Meter weiter nordöstlich eine neue Anlage, die Plessurschanze, zu errichten. Die Tage der Bärenbadschanze als Sportanlage waren damit gezählt. 1934 wurde die noch bestehende Infrastruktur definitiv zurückgebaut.

## Plessurschanze
Die Plessurschanze wurde im Sommer 1931 als Ersatz für die aufgegebene Bärenbadschanze errichtet. Sie kam als weitere Naturschanze mitten im Hinterwald zu liegen, weswegen gewisse Rodungsarbeiten nötig waren. Der Anlauf befand sich unweit des früheren Scheibenstandes der Aroser Schiessanlage von 1895 beim Lärchboden auf 1820 m, der Auslauf endete am anderen Plessurufer auf dem Müliboden. Der tiefste Punkt befand sich auf 1723 m über dem Plessurbett. Der Anlauf mass 110 Meter bei einer Neigung von 30 Grad. Die Aufsprungbahn war nach 20 Metern um 28 Grad geneigt, um allmählich eine Höchstneigung von 35 Grad zu erreichen. Sie führte direkt über einen Waldweg, der jeweils mit Schnee aufgefüllt wurde. Die Ausrundung begann bei 75 Metern Sprungweite und verfügte über einen Radius von 100 Metern. Der Auslauf endete mit einer Gegensteigung von acht Grad auf den Müliboden, wo sich im Winter die Zuschauertribünen befanden.
Die Anlaufbahn war vier Meter breit, der Schanzentisch mass fünf Meter, und die Auslaufbahn verbreiterte sich bis auf 24 Meter. Die Plessur wurde auf einer 22 Meter breiten Brücke überquert. Der aus Bruchsteinen erstellte Flussdurchlass war 5,2 Meter breit und drei Meter hoch. Die Baukosten beliefen sich auf 50'000 Schweizer Franken, von denen der Kurverein 8000 Franken und die Gemeinde 5000 Franken übernahmen. Die Gemeinde gewährte zudem ein Darlehen von weiteren 5000 Franken, während die übrigen Mittel vom Skiclub selbst aufgebracht wurden. Mit der Gemeinde als Grundeigentümerin wurde ein Baurechtsvertrag über 99 Jahre abgeschlossen. Der Landwirt, auf dessen Wiese der Auslauf erstellt wurde, erhielt eine einmalige Ertragsausfallentschädigung von 3000 Franken.
Die Plessurschanze wurde am 27. Dezember 1931 mit einem Eröffnungsspringen eingeweiht. Der weiteste Sprung ging auf 61 Meter. Der vorläufige Schanzenrekord wurde am 16. April 1933 anlässlich des internationalen Osterspringens durch Alfred Kleger auf 64 Meter verbessert. Diese Bestmarke sollte 14 Jahre Bestand haben. Als Sieger des Anlasses ging Sigmund Ruud hervor, der mit seinem Bruder Birger zudem einen spektakulären Doppelsprung auf 58 Meter zeigte. 1937 wurden auf der Anlage die FIS-Ausscheidungen für die Weltmeisterschaften in Zakopane und 1943 die Schweizer Meisterschaften durchgeführt. Für diesen Anlass hatte man eigens einen neuen Kampfrichterturm erstellen lassen. Durchschnittlich fanden in jener Zeit auf der Schanze jährlich ein bis drei Sprungkonkurrenzen statt. 1946 erzielte der nachmalige Olympiateilnehmer Karl "Charly" Blum eine Weite von 60 Metern, eine Leistung, die bis dahin kaum mehr erreicht wurde und gleichzeitig Aroser Rekord bedeutete.

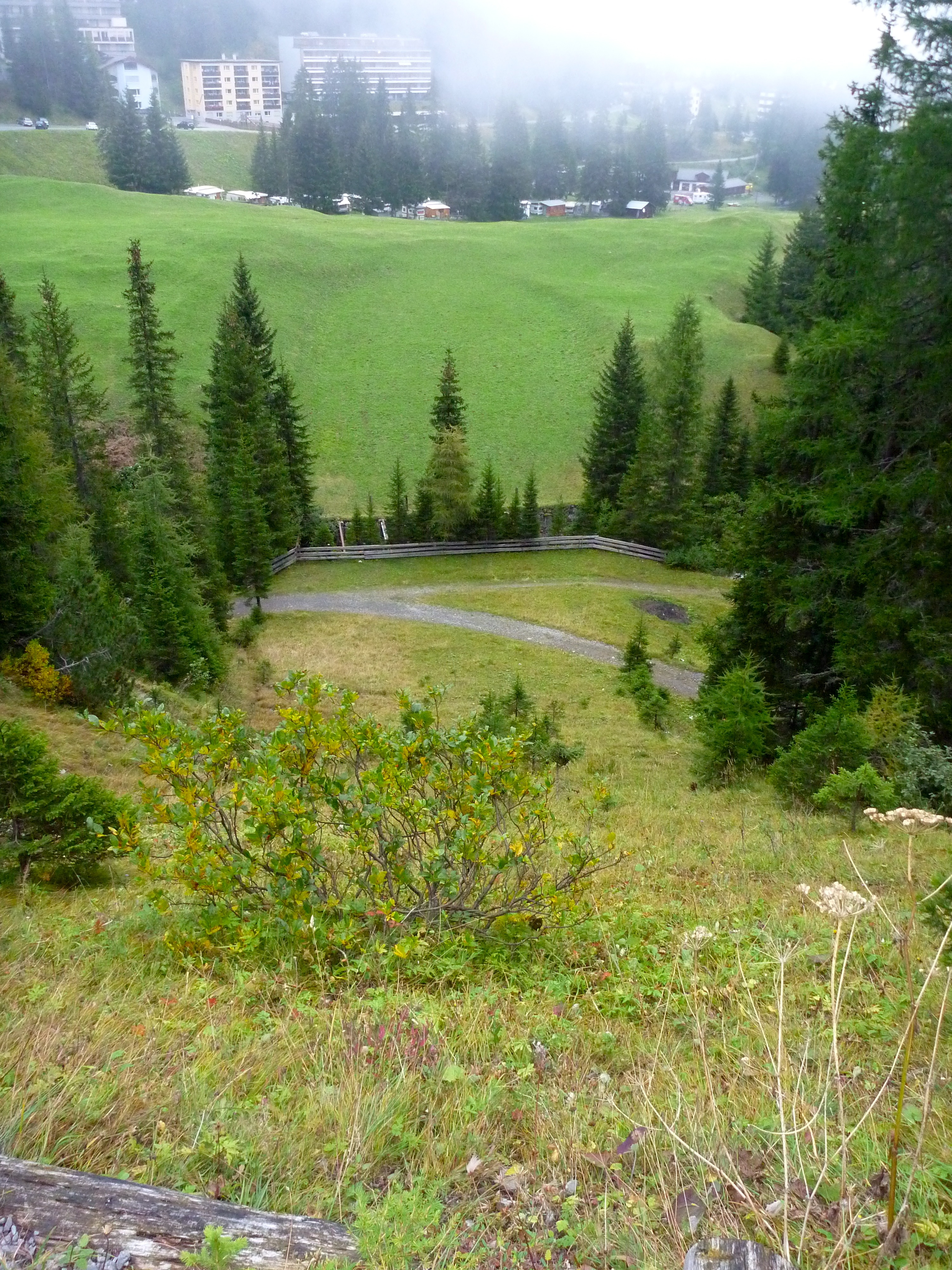
Aufsprunghang mit Auslauf über Plessur auf die Wiese des Mülibodens

Aufgrund unterschiedlicher Interpretationen der FIS-Anforderungen bezüglich des Normprofils im Aufsprungbereich erhielt die Plessurschanze 1947 einen neuen normalisierten Schanzentisch. Seither war sie von der FIS auch offiziell anerkannt und uneingeschränkt für entsprechende Anlässe zu verwenden. Der kritische Punkt lag jetzt bei 66 Metern. Der Umbau, der 19'000 Franken kostete, führte zu deutlich grösseren Sprungweiten. Am Silvesterspringen 1947 erzielte der Sieger Gordon Wren Sprünge von 64 und 66 Metern, was neuen Rekord bedeutete. Beim Vorbereitungsspringen vom 10. Februar 1948 zur Winterolympiade 1948 gewann der nachmalige Olympiasieger Petter Hugsted mit 68 Metern. Am Internationalen Silversterspringen 1949 übertrafen Sepp Weiler und Walter Steinegger erstmals die 70-Meter-Marke, und Andreas Däscher sprang mit 72 Metern einen neuen Schanzenrekord. Diese Weite wurde anlässlich des internationalen Springens am 31. Januar 1951 durch den Finnen Matti Pietikäinen beinahe egalisiert und im Training zum internationalen Springen von 1953 durch Otto Austad auf 73 Meter verbessert. Die definitive Rekordweite lag schliesslich bei 75,5 Metern, erzielt 1965 von Kjell Sjöberg.

1950 wurde ein internationales Länderspringen, die sogenannte SSV-Springerwoche oder Schweizer Vierschanzentournee, mit Wettbewerben in Arosa, St. Moritz, Unterwasser und Le Locle ins Leben gerufen. 1956 wurde dieser Bewerb im Hinterwald bei einer Rekordtemperatur von -25 Grad Celsius durchgeführt. 1958 war die SSV-Springerwoche erneut auf der Plessurschanze zu Gast. Nachdem sich der Skiclub Arosa unter dem Einfluss von Hans Danuser bereits ab Mitte der 1950er-Jahre zunehmend auf die alpinen Disziplinen zu konzentrieren begonnen hatte, trat der Skisprungsport in Arosa nach und nach in den Hintergrund. 

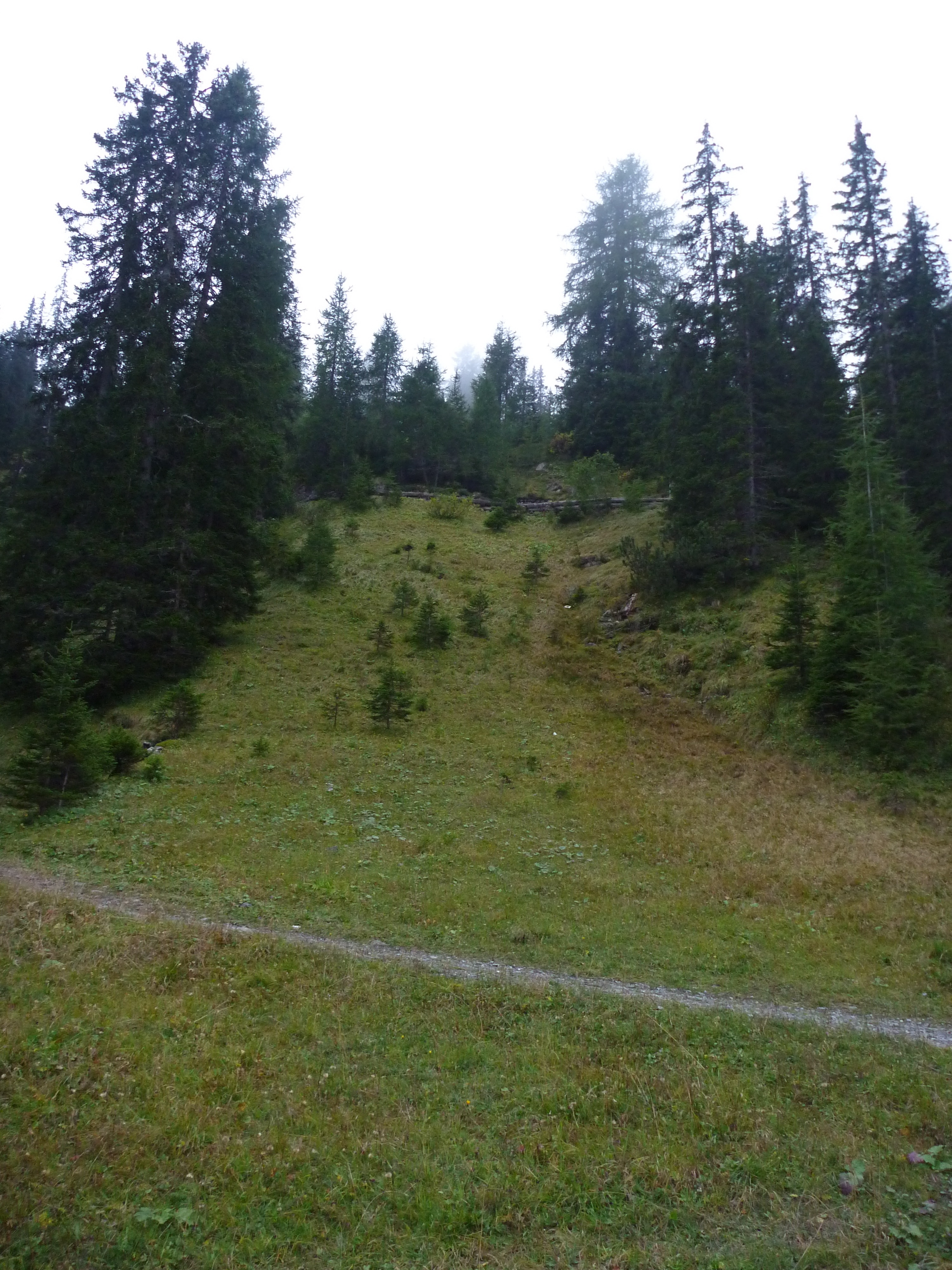
Landebereich mit abgerutschtem Erdreich rechts

 Auch die traditionellen Silvesterspringen erfreuten sich laufend geringerer Beliebtheit, zudem fehlte der eigene Nachwuchs. Als 1965 der ehemalige Skispringer Fritz Tschannen das Amt des Aroser Sportsekretärs übernahm, richtete man an der Plessurschanze ein permanentes Trainingszentrum ein. Parallel zur bestehenden Schanze erstellte der Skiclub zwei kleinere Schanzen für Jugend und Anfänger. Daneben wurde auch eine alpine Slalomtrainingspiste präpariert. Die Anlage verfügte über eine umfassende Beleuchtung, so dass man Nachtbewerbe durchführen konnte. Mit dem Weggang Tschannens einige Zeit später wurde das Projekt wieder eingestellt. 
Nachdem der Schanzenauslauf bei starken Regenfällen in seinem steilsten Abschnitt abzurutschen begann, standen Baumassnahmen im Umfang von 35'000 Franken an, ein Betrag, der weder der Skiclub noch der Kurverein aufbringen wollte. Der Skiclub entschied daher nach der Absage des Tourneebewerbs von 1967, dass er künftig zugunsten der alpinen Dreipistenrennen auf die Weiterführung der internationalen Springerwoche verzichten werde. In der Folge wurde die Plessurschanze nicht mehr in Betrieb genommen und der Sprungrichterturm 1970 entfernt. Seither ist die Anlage dem Zerfall preisgegeben und in beträchtlichem Umfang eingewachsen. Eine Reaktivierung beziehungsweise der Bau einer neuen Sprungschanze ist nicht vorgesehen.
Die Plessurschanze, auf der sich bisweilen auch der Skeleton-Olympiasieger Nino Bibbia als Skispringer betätigte, hatte weder Liftanlagen noch permanente Aufstiegseinrichtungen. Die Springer mussten den anspruchsvollen Weg zwischen Auslauf und Startpunkt jeweils zu Fuss über schmale Schneepfade zurücklegen. Wie auch die Bärenbadschanze verfügte sie zudem nie über Matten, sodass sie nur im Winter benutzt werden konnte. 

### Technische Daten

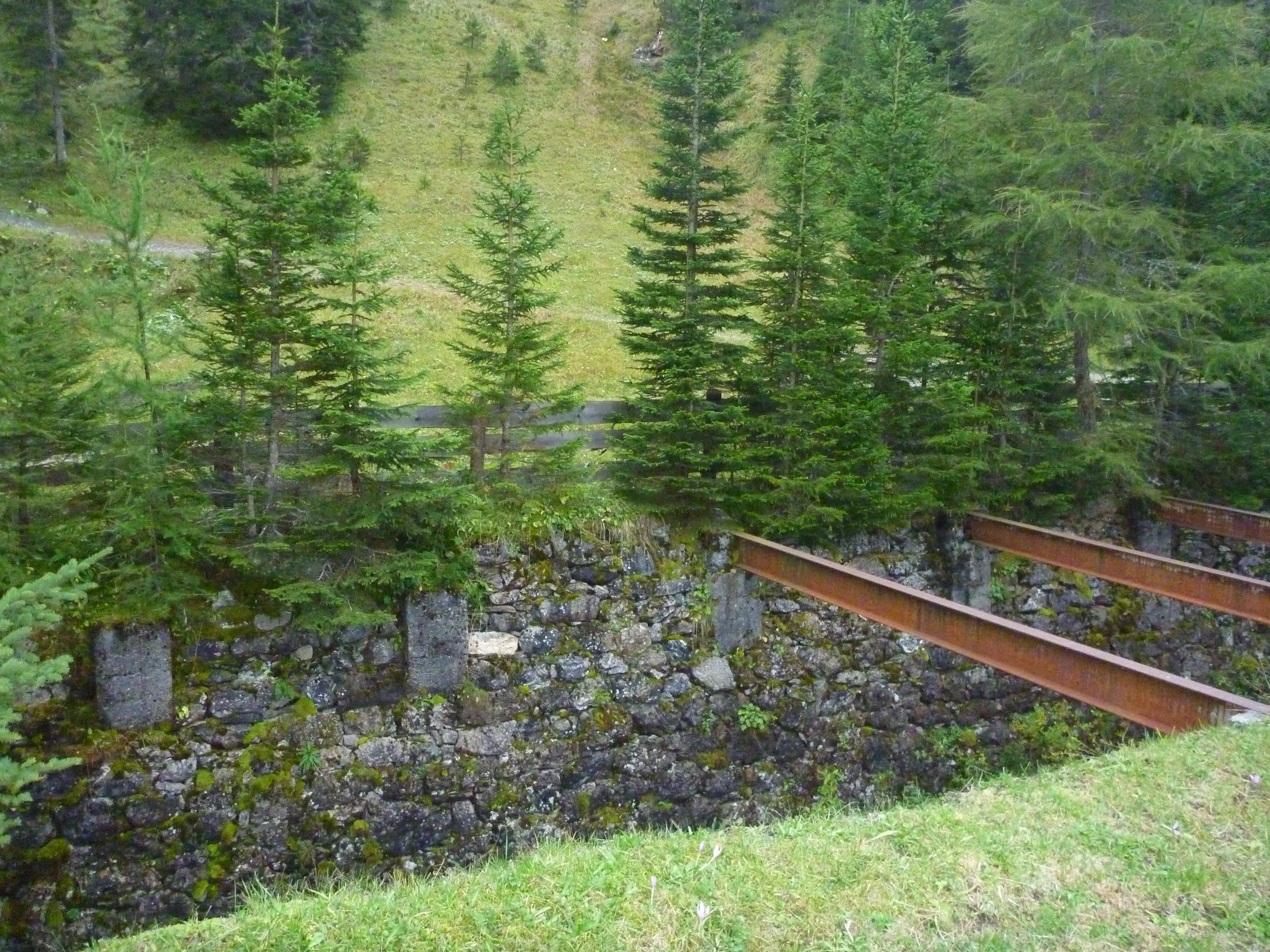
Unterbau der Brücke über die Plessur

| Plessurschanze             | Plessurschanze |
| Anlauf                     | Anlauf         |
| -------------------------- | -------------- |
| Turmhöhe                   | 40 m           |
| Anlauflänge                | 110 m          |
| Neigung des Anlaufs (γ)    | 30°            |
| Schanzentisch              |                |
| Tischlänge                 | 5 m            |
| Aufsprung                  |                |
| Konstruktionspunkt         | 60 m           |
| K-Punkt Neigungswinkel (β) | 35°            |